# 紀伊田原站
紀伊田原站（日语：／ Kii-Tahara eki */?）是位於和歌山縣東牟婁郡串本町田原，屬於西日本旅客鐵道（JR西日本）的紀勢本線（紀國線）車站。

## 歷史
- 1936年（昭和11年）12月11日 : 國鐵紀勢中線下里站至串本站之間開通，此站啟用[1]。
- 1940年（昭和15年）8月8日 - 江住站至串本站之間開通，同時路線改名為紀勢西線[1]。
- 1959年（昭和34年）7月15日 - 三木里站至新鹿站之間開通，同時路線改名為紀勢本線[1]。
- 1985年（昭和60年）3月14日 : 成為無人車站。
- 1987年（昭和62年）4月1日 : 伴隨國鐵分割民營化，車站由西日本旅客鐵道（JR西日本）營運[1]。

## 車站構造
本站為地上車站，設有1面1線的單式月台，和1面2線的島式月台，共設有2面3線的混合式月台，單式月台（1號月台）鄰接站房。在月台之間設有跨線橋連接。此站是由新宮站管理的無人車站。站內設有車站記事簿，而售票櫃臺目前則長期關閉。在閘口外設有廁所。

### 月台
| 月台 | 路線   | 方向                       | 備註                |
| ---- | ------ | -------------------------- | ------------------- |
| 1    | 紀國線 | 串本、紀伊田邊、和歌山方向 | 待避列車使用3號月台 |
| 2、3 | 紀國線 | 紀伊勝浦、新宮方向         | 部分列車使用3號月台 |

1號月台為下行本線，2號月台為上行本線，3號月台為下下副本線。
3號月台中，上下行線的列車均可使用。部分早上通勤、上學時段，從新宮的列車、前往新宮列車或不載客的列車會使用3號月台。當發生事故、大雨，打雷使時間表混亂時，列車會使用3號月台進行折返。
車站接近田原海灘和國民宿舍「荒船」，在過去為了方便海灘乘客，急行「紀國」在夏季時期臨時停此站。
在過去，正面望見車站大樓的左手方設有貨物月台，月台只可容納2卡小型貨車輛，而3號月台西邊設有貨車停泊用的側線。在貨物月台遺蹟上還設有信號室和月台結構。此外，月台遺址上會停泊維護路軌的車輛。近年，在3號月台西邊的側線廢止。在3號月台西側的側線遺址還留下混凝土製的止衝擋。

## 使用狀況
以下列出近年1日平均乘車人次。
| 年度   | 一日平均 乘車人次 |
| ------ | ----------------- |
| 1998年 | 80                |
| 1999年 | 76                |
| 2000年 | 62                |
| 2001年 | 45                |
| 2002年 | 40                |
| 2003年 | 43                |
| 2004年 | 42                |
| 2005年 | 37                |
| 2006年 | 28                |
| 2007年 | 24                |
| 2008年 | 23                |
| 2009年 | 20                |
| 2010年 | 23                |
| 2011年 | 18                |
| 2012年 | 18                |
| 2013年 | 15                |
| 2014年 | 13                |
| 2015年 | 17                |
| 2016年 | 18                |
| 2017年 | 21                |

## 車站周邊
車站附近為熊野灘和山邊，在中間的平地中設有田原村落和田原川口。田原村落自古為漁港的村落。村落中設有郵局、小學。在冬季早上，岸邊會出現「田原之海霧」的現象。此外，在村落內的大部分道路均很狹窄及住宅很密雜，只可容納一架輕型汽車通過。
- 田原郵局
- 串本町立田原小學
- 木之葉神社
- 田原海灘
- 荒船營地
- 森戶崎
- 佐部溫泉

## 其他
- 車站的讀法為，但是此地方的名稱「田原」的讀法為「たわら」。在附近通過的國道42號中，在路牌上使用正式的讀法「Tawara（たわら）」。
- 在以前的國道42號上，設有紀伊田原站的方向指示牌。但在數年前的颱風吹襲後，該路牌被吹走，直至現時還未補回路牌。
- 在過去車站入口位置，曾寫上「驛原田伊紀」的車站名稱（由右書寫）。在成為JR車站後，JR在該位置上加上為「JR紀伊田原駅」的車站名牌，舊的車站名牌被遮擋著，後來新車站名牌移動至原來的上方，使「驛原田伊紀」的車站名稱再次出現。

## 相鄰車站
西日本旅客鐵道
 紀國線（紀勢本線）
紀伊浦神－紀伊田原－古座

## 注腳
1. 1 2 3 4 5  曾根悟（日语：曽根悟）（監修）. 朝日新聞出版分冊百科編集部（編集） , 编. . 朝日百科週刊. 25號 紀勢本線、參宮線、名松線. 朝日新聞出版. 2010-01-10: 18–21.
2. ↑  『和歌山縣統計年鑑』及『和歌山縣公共交通機關等資料集』

## 外部連結
- 紀伊田原｜車站資訊：JR出門網 - 西日本旅客鐵道